# تپه پشت تنگ سیاب
تپه پشت تنگ سیاب مربوط به دوره اشکانیان است و در شهرستان کوهدشت، بخش طرهان، دهستان طرهان، ۱/۴ کیلومتری جنوب روستای پشت تنگ سفلی واقع شده و این اثر در تاریخ ۲۸ اسفند ۱۳۸۵ با شمارهٔ ثبت ۱۸۴۰۶ به‌عنوان یکی از آثار ملی ایران به ثبت رسیده است.